# Противовес (радиотехника)
Противовес — электрическое устройство, являющееся частью приёмного или передающего антенно-фидерного тракта, и необходимое для получения ёмкости между землёй и некоторой точкой антенны (как правило, антенны типа «всенаправленный штырь»).

## Основные сведения
Противовес обычно состоит из нескольких металлических штырей, подключаемых около точки питания антенны. В автомобильных антенных системах противовесом обычно выступает кузов автомобиля. В диско-конусной антенне противовесом является конус. В стационарных антеннах сравнительно длинноволновых диапазонов противовесом является Земля, подсоединяемая с помощью закопанного металлического предмета и кабеля к необходимой точке тракта, чаще всего к корпусу радиоприёмника (передатчика). Данная цепь конструктивно похожа на заземление, хотя и имеет иное назначение.